# Ipswich (Massachusetts)
Ipswich – miejscowość w USA, w stanie Massachusetts, nad Oceanem Atlantyckim.

## Religia
- Parafia Najświętszego Serca Pana Jezusa